# I gialli di Edgar Wallace
I gialli di Edgar Wallace (The Edgar Wallace Mystery Theatre) è una serie televisiva britannica in 47 episodi trasmessi per la prima volta nel corso di 6 stagioni dal 1960 al 1965.
È una serie di tipo antologico in cui ogni episodio rappresenta una storia a sé. Gli episodi sono storie di genere drammatico, giallo o thriller. In origine film cinematografici distribuiti nel Regno Unito (una serie cinematografica denominata Edgar Wallace Mysteries), gli episodi furono poi riadattati in versioni televisive della durata di poco meno di un'ora e trasmessi come serie televisiva negli Stati Uniti con il titolo The Edgar Wallace Mystery Theatre. Gli episodi si basano sulle storie di Edgar Wallace riadattate all'epoca contemporanea.

## Interpreti
La serie vede la partecipazione di numerosi attori, molti dei quali interpretarono diversi ruoli in più di un episodio.
- Bernard Lee (5 episodi, 1960-1964)
- Bernard Archard (4 episodi, 1961-1964)
- Allan Cuthbertson (4 episodi, 1960-1965)
- John Carson (4 episodi, 1962-1964)
- Alfred Burke (4 episodi, 1961-1963)
- Marianne Stone (4 episodi, 1963-1965)
- Peter Thomas (4 episodi, 1961-1964)
- Victor Platt (4 episodi, 1961-1965)
- Stanley Morgan (4 episodi, 1960-1962)
- Norma Parnell (4 episodi, 1960-1963)
- Tony Wall (4 episodi, 1961-1965)
- Maxine Audley (3 episodi, 1961-1964)
- Jacqueline Ellis (3 episodi, 1961-1963)
- Paul Daneman (3 episodi, 1961-1962)
- Nadja Regin (3 episodi, 1962-1964)
- Moira Redmond (3 episodi, 1960-1962)
- Michael Coles (3 episodi, 1961-1964)
- Anthony Newlands (3 episodi, 1961-1963)
- Jennifer Daniel (3 episodi, 1960-1963)
- Derek Francis (3 episodi, 1961-1964)
- John Glyn-Jones (3 episodi, 1961-1964)
- Philip Locke (3 episodi, 1963-1964)
- Richard Warner (3 episodi, 1961-1963)
- Richard Vernon (3 episodi, 1960-1963)
- Jack Watson (3 episodi, 1960-1963)
- William Abney (3 episodi, 1960-1964)
- Clifford Earl (3 episodi, 1961-1963)
- Brian Haines (3 episodi, 1963-1964)
- Denis Holmes (3 episodi, 1961-1964)
- John Miller (3 episodi, 1963-1964)
- André Mikhelson (3 episodi, 1960-1962)
- Jack Watling (3 episodi, 1961-1964)
- Paul Whitsun-Jones (3 episodi, 1962-1965)
- Derrick Sherwin (3 episodi, 1961-1963)
- Jack Rodney (3 episodi, 1962-1965)
- Alec Bregonzi (3 episodi, 1963-1964)
- Anthony Bailey (3 episodi, 1963-1964)
- Victor Charrington (3 episodi, 1962-1964)
- Yvonne Buckingham (3 episodi, 1959-1962)

## Produzione
La serie fu prodotta da Merton Park Studios Le musiche furono composte da Bernard Ebbinghouse. Il tema musicale Man of Mystery, originariamente scritto da Michael Carr, fu riadattato e poi pubblicato dal gruppo degli Shadows e raggiunse la quinta posizione nella classifica britannica.

### Registi
Tra i registi sono accreditati:
- John Llewellyn Moxey in 6 episodi (1962-1965)
- Robert Tronson in 5 episodi (1961-1963)
- Gerard Glaister in 4 episodi (1961-1963)
- Allan Davis in 3 episodi (1960-1961)
- Clive Donner in 2 episodi (1960-1961)
- Quentin Lawrence in 2 episodi (1962-1964)
- Gordon Flemyng in 2 episodi (1962-1963)
- Norman Harrison in 2 episodi (1962-1963)
- Geoffrey Nethercott in 2 episodi (1963-1964)

### Sceneggiatori
Tra gli sceneggiatori sono accreditati:
- Edgar Wallace in 42 episodi (1960-1964)
- Philip Mackie in 8 episodi (1960-1963)
- Roger Marshall in 6 episodi (1962-1965)
- Richard Harris in 5 episodi (1961-1964)
- John Roddick in 5 episodi (1962-1963)
- Robert Stewart in 4 episodi (1961-1964)
- Arthur La Bern in 4 episodi (1962-1964)
- Robert Banks Stewart in 3 episodi (1960-1964)
- Donal Giltinan in 3 episodi (1964-1965)
- James Eastwood in 2 episodi (1960-1961)
- Lukas Heller in 2 episodi (1961-1962)
- Lindsay Galloway in 2 episodi (1962-1963)

## Distribuzione
La serie fu trasmessa negli Stati Uniti dal settembre 1960 al ottobre 1965. In Italia è stata trasmessa su emittenti locali con il titolo I gialli di Edgar Wallace.

## Episodi
| Stagione         | Episodi | Prima TV USA |
| ---------------- | ------- | ------------ |
| Prima stagione   | 6       | 1960-1961    |
| Seconda stagione | 11      | 1961-1962    |
| Terza stagione   | 6       | 1962         |
| Quarta stagione  | 9       | 1963         |
| Quinta stagione  | 11      | 1963-1964    |
| Sesta stagione   | 4       | 1965         |